# Virgen con el Niño y ángel (Botticelli)
La Virgen con el Niño y ángel es una obra del pintor renacentista Italiano Sandro Botticelli. Está realizado al temple sobre tabla. Mide 87 cm de alto y 60 cem de ancho. Data de 1465-67 y se conserva en el Spedale degli Innocenti de Florencia (Italia), orfanato de la ciudad, abierto en 1444, obra de Brunelleschi. 
Es posible que esta pintura un tanto sorprendente de la Virgen se produjera mientras Botticelli estaba aún trabajando en el taller de su maestro, Filippo Lippi. La inspiración inicial para la pintura vino de la famosa Madonna de este último en los Uffizi. Botticelli reemplazó el paisaje con una arquitectura arqueada que enmarca las cabezas de madre e hijo y enfatiza las dos figuras principales como el centro de la escena devocional. María se sienta en un escabel, del que se muestra un brazo ornamentado y un almohadón con botones.
Se considera que es la más antigua de las Vírgenes sobre tabla pintadas por Sandro Botticelli en el periodo que antecede a 1470 que muestran una profunda influencia de Filippo Lippi, siendo parecidas a la Virgen con el Niño y ángeles de Filippo que se conserva en la Galería de los Uffizi de Florencia que data del mismo año: 1465. Como en las demás composiciones de este tipo, se muestra a María de tres cuartos, con el Niño en brazos; aparece además un ángel. La influencia de Lippi se evidencia en la colocación de las figuras, la ventana detrás de María, la mirada de esta hacia su hijo y la actitud del Niño, apoyado en su madre.
En esta Madona, como en las demás de la larga serie que pintó Botticelli, puede verse un modelo de Virgen seria, meditabunda, abstraída en su propia belleza y actuando siempre con gran seriedad. Las Madonas de Botticelli reflejan una relación más intelectual que afectuosa entre Madre e Hijo, a diferencia de lo que ocurre con las Vírgenes pintadas por Rafael Sanzio, que suelen mirar a su hijo y colaborar en sus juegos con una cierta sonrisa.
No debe confundirse con otro cuadro de la misma época aproximadamente, que se titula igualmente Virgen con el Niño y ángel, un temple sobre tabla de 110 x 70 centímetros y que se conserva en el Museo Fesch de Ajaccio, en el que María está de pie.